# Olympische Jugend-Winterspiele 2020/Teilnehmer (Italien)
| Gelbes Symbol für Goldmedaillen mit stilisierten Olympischen Ringen | Graues Symbol für Silbermedaillen mit stilisierten Olympischen Ringen | Braundes Symbol für Bronzemedaillen mit stilisierten Olympischen Ringen |
| ------------------------------------------------------------------- | --------------------------------------------------------------------- | ----------------------------------------------------------------------- |
| 2                                                                   | 3                                                                     | 3                                                                       |

Italien nahm an den Olympischen Jugend-Winterspielen 2020 im Schweizerischen Lausanne mit 67 Athleten (34 Jungen und 33 Mädchen) in 15 Sportarten teil.

## Medaillen

### Medaillenspiegel
| Rang   | Sportart              | Gold | Silber | Bronze | Gesamt |
| ------ | --------------------- | ---- | ------ | ------ | ------ |
| 1      | Skibergsteigen        | 1    | 2      | —      | 3      |
| 2      | Biathlon              | 1    | 1      | —      | 2      |
| 3      | Eisschnelllauf        | —    | —      | 1      | 1      |
| 3      | Nordische Kombination | —    | —      | 1      | 1      |
| 3      | Ski Alpin             | —    | —      | 1      | 1      |
| Gesamt | Gesamt                | 2    | 3      | 3      | 8      |

### Medaillengewinner
| Name/n                                                                                 | Sportart              | Wettkampf                           |
| -------------------------------------------------------------------------------------- | --------------------- | ----------------------------------- |
| Gold                                                                                   |                       |                                     |
| Rocco Baldini                                                                          | Skibergsteigen        | Sprint                              |
| Martina Trabucchi Linda Zingerle Nicolò Betemps Marco Barale                           | Biathlon              | Mixed-Staffel                       |
| Alessandro Segafredo 1                                                                 | Eishockey             | 3×3 Turnier Jungen                  |
| Elisa Innocenti 1                                                                      | Eishockey             | 3×3 Turnier Mädchen                 |
| Silber                                                                                 |                       |                                     |
| Linda Zingerle Marco Barale                                                            | Biathlon              | Single Mixed-Staffel                |
| Luca Tomasoni                                                                          | Skibergsteigen        | Sprint                              |
| Silvia Berra                                                                           | Skibergsteigen        | Sprint                              |
| Carlotta Regine 1                                                                      | Eishockey             | 3×3 Turnier Mädchen                 |
| Bronze                                                                                 |                       |                                     |
| Edoardo Saracco                                                                        | Ski Alpin             | Slalom                              |
| Katia Filippi                                                                          | Eisschnelllauf        | Massenstart                         |
| Annika Sieff Stefano Radovan Jessica Malsiner Mattia Galiani Silvia Campione Elia Barp | Nordische Kombination | Staffel, Normalschanze / 4 × 3,3 km |

## Teilnehmer nach Sportarten

### Biathlon
| Athleten                                                     | Wettbewerbe          | Zeit        | Fehler      | Rang   |
| ------------------------------------------------------------ | -------------------- | ----------- | ----------- | ------ |
| Jungen                                                       |                      |             |             |        |
| Marco Barale                                                 | 7,5 km Sprint        | 20:00,6 min | 3 (1+2)     | 6      |
| Marco Barale                                                 | 12 km Einzel         | 37:59,2 min | 7 (1+3+2+1) | 22     |
| Nicolo Betemps                                               | 7,5 km Sprint        | 22:00,0 min | 5 (2+3)     | 37     |
| Nicolo Betemps                                               | 12 km Einzel         | 39:27,2 min | 8 (4+1+2+1) | 43     |
| Daniel Oberegger                                             | 7,5 km Sprint        | 23:24,1 min | 6 (3+3)     | 67     |
| Daniel Oberegger                                             | 12 km Einzel         | 41:15,8 min | 9 (2+3+1+3) | 62     |
| Philipp Tumler                                               | 7,5 km Sprint        | 22:58,5 min | 6 (3+3)     | 58     |
| Philipp Tumler                                               | 12 km Einzel         | 38:59,6 min | 5 (0+3+0+2) | 38     |
| Mädchen                                                      |                      |             |             |        |
| Martina Giordano                                             | 6 km Sprint          | 20:44,8 min | 1 (0+1)     | 39     |
| Martina Giordano                                             | 10 km Einzel         | 35:31,8 min | 2 (0+1+0+1) | 13     |
| Sara Scattolo                                                | 6 km Sprint          | 20:48,5 min | 3 (1+2)     | 42     |
| Sara Scattolo                                                | 10 km Einzel         | 37:54,2 min | 6 (1+2+1+2) | 35     |
| Martina Trabucchi                                            | 6 km Sprint          | 20:44,1 min | 3 (2+1)     | 36     |
| Martina Trabucchi                                            | 10 km Einzel         | 34:11,1 min | 2 (0+2+0+0) | 4      |
| Linda Zingerle                                               | 6 km Sprint          | 19:53,0 min | 3 (1+2)     | 15     |
| Linda Zingerle                                               | 10 km Einzel         | 35:25,7 min | 6 (1+1+2+2) | 10     |
| Mixed                                                        |                      |             |             |        |
| Linda Zingerle Marco Barale                                  | Single Mixed-Staffel | 42:23,0 min | 0+6 2+10    | Silber |
| Martina Trabucchi Linda Zingerle Nicolò Betemps Marco Barale | Mixed-Staffel        | 1:10:55,3 h | 0+4 0+2     | Gold   |

### Bob
| Athlet       | Wettbewerb | Lauf 1      | Lauf 1 | Lauf 2      | Lauf 2 | Gesamt      | Gesamt |
| Athlet       | Wettbewerb | Zeit        | Rang   | Zeit        | Rang   | Zeit        | Rang   |
| ------------ | ---------- | ----------- | ------ | ----------- | ------ | ----------- | ------ |
| Jungen       |            |             |        |             |        |             |        |
| Marco Farina | Monobob    | 1:14,76 min | 14     | 1:15,65 min | 18     | 2:30,41 min | 16     |

### Curling
| Wettbewerb    | Mixed-Team                                                                 | Mixed-Team                                                                 | Mixed-Team                                                                 | Mixed-Team                                                                 |
| ------------- | -------------------------------------------------------------------------- | -------------------------------------------------------------------------- | -------------------------------------------------------------------------- | -------------------------------------------------------------------------- |
| Athleten      | Marta Lo Deserto                                                           | Francesco De Zanna                                                         | Federica Ghedina                                                           | Simone Piffer                                                              |
| Vorrunde      | Vereinigte Staaten 7:3 Schweden 7:3 Lettland 10:7 Japan 7:6 Tschechien 2:6 | Vereinigte Staaten 7:3 Schweden 7:3 Lettland 10:7 Japan 7:6 Tschechien 2:6 | Vereinigte Staaten 7:3 Schweden 7:3 Lettland 10:7 Japan 7:6 Tschechien 2:6 | Vereinigte Staaten 7:3 Schweden 7:3 Lettland 10:7 Japan 7:6 Tschechien 2:6 |
| Viertelfinale | Norwegen 6:8                                                               | Norwegen 6:8                                                               | Norwegen 6:8                                                               | Norwegen 6:8                                                               |
| Halbfinale    | ausgeschieden                                                              | ausgeschieden                                                              | ausgeschieden                                                              | ausgeschieden                                                              |
| Finale        | ausgeschieden                                                              | ausgeschieden                                                              | ausgeschieden                                                              | ausgeschieden                                                              |
| Platzierung   | 5.                                                                         | 5.                                                                         | 5.                                                                         | 5.                                                                         |

Im Mixed-Doppel, kam der Partner immer aus einem anderen Land, somit spielten nur gemischte Mannschaften in diesem Wettbewerb mit.
| Athleten                            | Wettbewerb   | 1. Runde                        | 1. Runde | 2. Runde                    | 2. Runde      | 3. Runde      | 3. Runde      | 4. Runde      | 4. Runde      | Halbfinale    | Halbfinale    | Finale/Platz 3 | Finale/Platz 3 | Rang |
| Athleten                            | Wettbewerb   | Gegner                          | Erg      | Gegner                      | Erg           | Gegner        | Erg           | Gegner        | Erg           | Gegner        | Erg           | Gegner         | Erg            | Rang |
| ----------------------------------- | ------------ | ------------------------------- | -------- | --------------------------- | ------------- | ------------- | ------------- | ------------- | ------------- | ------------- | ------------- | -------------- | -------------- | ---- |
| Mixed                               |              |                                 |          |                             |               |               |               |               |               |               |               |                |                |      |
| Alina Tschumakow Francesco De Zanna | Mixed Doppel | Park You-been Robert Kamiński   | 7:8      | ausgeschieden               | ausgeschieden | ausgeschieden | ausgeschieden | ausgeschieden | ausgeschieden | ausgeschieden | ausgeschieden | ausgeschieden  | ausgeschieden  | 25   |
| Marta Lo Deserto Aleix Raubert      | Mixed Doppel | Natali Vedro Lukas Høstmælingen | 8:6      | Anna Lasmane William Becker | 7:8           | ausgeschieden | ausgeschieden | ausgeschieden | ausgeschieden | ausgeschieden | ausgeschieden | ausgeschieden  | ausgeschieden  | 13   |
| Linda Joó Simone Piffer             | Mixed Doppel | Pei Junhang Vít Chabičovský     | 6:9      | ausgeschieden               | ausgeschieden | ausgeschieden | ausgeschieden | ausgeschieden | ausgeschieden | ausgeschieden | ausgeschieden | ausgeschieden  | ausgeschieden  | 25   |
| Federica Ghedina Jakob Omerzel      | Mixed Doppel | Ērika Bitmete Takumi Maeda      | 6:8      | ausgeschieden               | ausgeschieden | ausgeschieden | ausgeschieden | ausgeschieden | ausgeschieden | ausgeschieden | ausgeschieden | ausgeschieden  | ausgeschieden  | 25   |

### Eishockey
Im 3×3 Eishockey spielten die Athleten in gemischten Mannschaften.
| Mannschaft     | Athleten | Vorrunde       | Vorrunde  | Halbfinale     | Halbfinale    | Finale/Spiel um Bronze        | Finale/Spiel um Bronze | Rang   |
| Mannschaft     | Athleten | Gegner         | Ergebnis  | Gegner         | Ergebnis      | Gegner                        | Ergebnis               | Rang   |
| -------------- | --- | -------------- | --------- | -------------- | ------------- | ----------------------------- | ---------------------- | ------ |
| Jungen         | |                |           |                |               |                               |                        |        |
| _ Team Gelb    | Tibo Van Reeth Csongor Antal Yassin Soubra Tommaso Madaschi David Guilabert Ryan Kolgen Miha Beričič Andrej Muraschko Oskar Bakkevig Šimon Slavíček Daniel Valencia Loris Uberti Lukas Heuberger                      | _ Team Grün    | 5:10      | ausgeschieden  | ausgeschieden | ausgeschieden                 | ausgeschieden          | 7      |
| _ Team Gelb    | Tibo Van Reeth Csongor Antal Yassin Soubra Tommaso Madaschi David Guilabert Ryan Kolgen Miha Beričič Andrej Muraschko Oskar Bakkevig Šimon Slavíček Daniel Valencia Loris Uberti Lukas Heuberger                      | _ Team Grau    | 8:11      | ausgeschieden  | ausgeschieden | ausgeschieden                 | ausgeschieden          | 7      |
| _ Team Gelb    | Tibo Van Reeth Csongor Antal Yassin Soubra Tommaso Madaschi David Guilabert Ryan Kolgen Miha Beričič Andrej Muraschko Oskar Bakkevig Šimon Slavíček Daniel Valencia Loris Uberti Lukas Heuberger                      | _ Team Orange  | 9:4       | ausgeschieden  | ausgeschieden | ausgeschieden                 | ausgeschieden          | 7      |
| _ Team Gelb    | Tibo Van Reeth Csongor Antal Yassin Soubra Tommaso Madaschi David Guilabert Ryan Kolgen Miha Beričič Andrej Muraschko Oskar Bakkevig Šimon Slavíček Daniel Valencia Loris Uberti Lukas Heuberger                      | _ Team Schwarz | 7:19      | ausgeschieden  | ausgeschieden | ausgeschieden                 | ausgeschieden          | 7      |
| _ Team Gelb    | Tibo Van Reeth Csongor Antal Yassin Soubra Tommaso Madaschi David Guilabert Ryan Kolgen Miha Beričič Andrej Muraschko Oskar Bakkevig Šimon Slavíček Daniel Valencia Loris Uberti Lukas Heuberger                      | _ Team Blau    | 13:8      | ausgeschieden  | ausgeschieden | ausgeschieden                 | ausgeschieden          | 7      |
| _ Team Gelb    | Tibo Van Reeth Csongor Antal Yassin Soubra Tommaso Madaschi David Guilabert Ryan Kolgen Miha Beričič Andrej Muraschko Oskar Bakkevig Šimon Slavíček Daniel Valencia Loris Uberti Lukas Heuberger                      | _ Team Rot     | 13:15     | ausgeschieden  | ausgeschieden | ausgeschieden                 | ausgeschieden          | 7      |
| _ Team Gelb    | Tibo Van Reeth Csongor Antal Yassin Soubra Tommaso Madaschi David Guilabert Ryan Kolgen Miha Beričič Andrej Muraschko Oskar Bakkevig Šimon Slavíček Daniel Valencia Loris Uberti Lukas Heuberger                      | _ Team Braun   | 6:8       | ausgeschieden  | ausgeschieden | ausgeschieden                 | ausgeschieden          | 7      |
| _ Team Grün    | Nicolas Elgas Artjom Pronitschkin Nathan Nicoud Wolodymyr Troschkin Pablo González Maks Perčič Yam Yau Alessandro Segafredo Illja Korsun Marek Potšinok Patrik Dalen Levente Hegedűs Štěpán Maleček                   | _ Team Gelb    | 10:5      | _ Team Schwarz | 7:3           | _ Team Rot                    | 10:4                   | Gold   |
| _ Team Grün    | Nicolas Elgas Artjom Pronitschkin Nathan Nicoud Wolodymyr Troschkin Pablo González Maks Perčič Yam Yau Alessandro Segafredo Illja Korsun Marek Potšinok Patrik Dalen Levente Hegedűs Štěpán Maleček                   | _ Team Braun   | 8:6       | _ Team Schwarz | 7:3           | _ Team Rot                    | 10:4                   | Gold   |
| _ Team Grün    | Nicolas Elgas Artjom Pronitschkin Nathan Nicoud Wolodymyr Troschkin Pablo González Maks Perčič Yam Yau Alessandro Segafredo Illja Korsun Marek Potšinok Patrik Dalen Levente Hegedűs Štěpán Maleček                   | _ Team Rot     | 9:8 n. V. | _ Team Schwarz | 7:3           | _ Team Rot                    | 10:4                   | Gold   |
| _ Team Grün    | Nicolas Elgas Artjom Pronitschkin Nathan Nicoud Wolodymyr Troschkin Pablo González Maks Perčič Yam Yau Alessandro Segafredo Illja Korsun Marek Potšinok Patrik Dalen Levente Hegedűs Štěpán Maleček                   | _ Team Blau    | 11:6      | _ Team Schwarz | 7:3           | _ Team Rot                    | 10:4                   | Gold   |
| _ Team Grün    | Nicolas Elgas Artjom Pronitschkin Nathan Nicoud Wolodymyr Troschkin Pablo González Maks Perčič Yam Yau Alessandro Segafredo Illja Korsun Marek Potšinok Patrik Dalen Levente Hegedűs Štěpán Maleček                   | _ Team Grau    | 14:6      | _ Team Schwarz | 7:3           | _ Team Rot                    | 10:4                   | Gold   |
| _ Team Grün    | Nicolas Elgas Artjom Pronitschkin Nathan Nicoud Wolodymyr Troschkin Pablo González Maks Perčič Yam Yau Alessandro Segafredo Illja Korsun Marek Potšinok Patrik Dalen Levente Hegedűs Štěpán Maleček                   | _ Team Orange  | 8:6       | _ Team Schwarz | 7:3           | _ Team Rot                    | 10:4                   | Gold   |
| _ Team Grün    | Nicolas Elgas Artjom Pronitschkin Nathan Nicoud Wolodymyr Troschkin Pablo González Maks Perčič Yam Yau Alessandro Segafredo Illja Korsun Marek Potšinok Patrik Dalen Levente Hegedűs Štěpán Maleček                   | _ Team Schwarz | 4:6       | _ Team Schwarz | 7:3           | _ Team Rot                    | 10:4                   | Gold   |
| _ Team Orange  | Matthew Hamnett Jakub Michalski Diego Rodríguez Tomoyoshi Yuki Nicolò Remolato Jack Lewis Kim Sang-yeob Jonas Dobnig Roman Kechter Márk Weidemann Leni Michellod Iwan Nowoschilow Jan Schostak                        | _ Team Rot     | 8:6       | ausgeschieden  | ausgeschieden | ausgeschieden                 | ausgeschieden          | 6      |
| _ Team Orange  | Matthew Hamnett Jakub Michalski Diego Rodríguez Tomoyoshi Yuki Nicolò Remolato Jack Lewis Kim Sang-yeob Jonas Dobnig Roman Kechter Márk Weidemann Leni Michellod Iwan Nowoschilow Jan Schostak                        | _ Team Blau    | 12:1      | ausgeschieden  | ausgeschieden | ausgeschieden                 | ausgeschieden          | 6      |
| _ Team Orange  | Matthew Hamnett Jakub Michalski Diego Rodríguez Tomoyoshi Yuki Nicolò Remolato Jack Lewis Kim Sang-yeob Jonas Dobnig Roman Kechter Márk Weidemann Leni Michellod Iwan Nowoschilow Jan Schostak                        | _ Team Gelb    | 4:9       | ausgeschieden  | ausgeschieden | ausgeschieden                 | ausgeschieden          | 6      |
| _ Team Orange  | Matthew Hamnett Jakub Michalski Diego Rodríguez Tomoyoshi Yuki Nicolò Remolato Jack Lewis Kim Sang-yeob Jonas Dobnig Roman Kechter Márk Weidemann Leni Michellod Iwan Nowoschilow Jan Schostak                        | _ Team Braun   | 10:14     | ausgeschieden  | ausgeschieden | ausgeschieden                 | ausgeschieden          | 6      |
| _ Team Orange  | Matthew Hamnett Jakub Michalski Diego Rodríguez Tomoyoshi Yuki Nicolò Remolato Jack Lewis Kim Sang-yeob Jonas Dobnig Roman Kechter Márk Weidemann Leni Michellod Iwan Nowoschilow Jan Schostak                        | _ Team Schwarz | 14:8      | ausgeschieden  | ausgeschieden | ausgeschieden                 | ausgeschieden          | 6      |
| _ Team Orange  | Matthew Hamnett Jakub Michalski Diego Rodríguez Tomoyoshi Yuki Nicolò Remolato Jack Lewis Kim Sang-yeob Jonas Dobnig Roman Kechter Márk Weidemann Leni Michellod Iwan Nowoschilow Jan Schostak                        | _ Team Grün    | 6:8       | ausgeschieden  | ausgeschieden | ausgeschieden                 | ausgeschieden          | 6      |
| _ Team Orange  | Matthew Hamnett Jakub Michalski Diego Rodríguez Tomoyoshi Yuki Nicolò Remolato Jack Lewis Kim Sang-yeob Jonas Dobnig Roman Kechter Márk Weidemann Leni Michellod Iwan Nowoschilow Jan Schostak                        | _ Team Grau    | 2:5       | ausgeschieden  | ausgeschieden | ausgeschieden                 | ausgeschieden          | 6      |
| _ Team Schwarz | Ruben Esposito Lukas Floriantschitz Kerem Alsan Jaroslaw Labutkin Yu Jiacong Corné van Stuijvenberg Wataru Suzuki Adam Sýkora Dominik Pavlata Linas Dėdinas Daniil Karpowitsch Kalle Varis Matthias Rindone           | _ Team Braun   | 7:6       | _ Team Grün    | 3:7           | Spiel um Bronze: _ Team Braun | 5:6                    | 4      |
| _ Team Schwarz | Ruben Esposito Lukas Floriantschitz Kerem Alsan Jaroslaw Labutkin Yu Jiacong Corné van Stuijvenberg Wataru Suzuki Adam Sýkora Dominik Pavlata Linas Dėdinas Daniil Karpowitsch Kalle Varis Matthias Rindone           | _ Team Rot     | 5:4       | _ Team Grün    | 3:7           | Spiel um Bronze: _ Team Braun | 5:6                    | 4      |
| _ Team Schwarz | Ruben Esposito Lukas Floriantschitz Kerem Alsan Jaroslaw Labutkin Yu Jiacong Corné van Stuijvenberg Wataru Suzuki Adam Sýkora Dominik Pavlata Linas Dėdinas Daniil Karpowitsch Kalle Varis Matthias Rindone           | _ Team Blau    | 4:8       | _ Team Grün    | 3:7           | Spiel um Bronze: _ Team Braun | 5:6                    | 4      |
| _ Team Schwarz | Ruben Esposito Lukas Floriantschitz Kerem Alsan Jaroslaw Labutkin Yu Jiacong Corné van Stuijvenberg Wataru Suzuki Adam Sýkora Dominik Pavlata Linas Dėdinas Daniil Karpowitsch Kalle Varis Matthias Rindone           | _ Team Gelb    | 7:2       | _ Team Grün    | 3:7           | Spiel um Bronze: _ Team Braun | 5:6                    | 4      |
| _ Team Schwarz | Ruben Esposito Lukas Floriantschitz Kerem Alsan Jaroslaw Labutkin Yu Jiacong Corné van Stuijvenberg Wataru Suzuki Adam Sýkora Dominik Pavlata Linas Dėdinas Daniil Karpowitsch Kalle Varis Matthias Rindone           | _ Team Orange  | 8:14      | _ Team Grün    | 3:7           | Spiel um Bronze: _ Team Braun | 5:6                    | 4      |
| _ Team Schwarz | Ruben Esposito Lukas Floriantschitz Kerem Alsan Jaroslaw Labutkin Yu Jiacong Corné van Stuijvenberg Wataru Suzuki Adam Sýkora Dominik Pavlata Linas Dėdinas Daniil Karpowitsch Kalle Varis Matthias Rindone           | _ Team Grau    | 16:8      | _ Team Grün    | 3:7           | Spiel um Bronze: _ Team Braun | 5:6                    | 4      |
| _ Team Schwarz | Ruben Esposito Lukas Floriantschitz Kerem Alsan Jaroslaw Labutkin Yu Jiacong Corné van Stuijvenberg Wataru Suzuki Adam Sýkora Dominik Pavlata Linas Dėdinas Daniil Karpowitsch Kalle Varis Matthias Rindone           | _ Team Grün    | 6:4       | _ Team Grün    | 3:7           | Spiel um Bronze: _ Team Braun | 5:6                    | 4      |
| Mädchen        | |                |           |                |               |                               |                        |        |
| _ Team Gelb    | Anke Steeno Eva Aizpurua Ludmilla Bourcet Elisa Innocenti Katya Blong Iris van Houten Zuzana Trnková Luisa Wilson Shin Seo-yoon Leonie Böttcher Nora Pollestad Nubya Aeschlimann Magdalena Luggin                     | _ Team Grün    | 5:10      | _ Team Blau    | 7:5           | _ Team Schwarz                | 6:1                    | Gold   |
| _ Team Gelb    | Anke Steeno Eva Aizpurua Ludmilla Bourcet Elisa Innocenti Katya Blong Iris van Houten Zuzana Trnková Luisa Wilson Shin Seo-yoon Leonie Böttcher Nora Pollestad Nubya Aeschlimann Magdalena Luggin                     | _ Team Grau    | 8:11      | _ Team Blau    | 7:5           | _ Team Schwarz                | 6:1                    | Gold   |
| _ Team Gelb    | Anke Steeno Eva Aizpurua Ludmilla Bourcet Elisa Innocenti Katya Blong Iris van Houten Zuzana Trnková Luisa Wilson Shin Seo-yoon Leonie Böttcher Nora Pollestad Nubya Aeschlimann Magdalena Luggin                     | _ Team Orange  | 9:4       | _ Team Blau    | 7:5           | _ Team Schwarz                | 6:1                    | Gold   |
| _ Team Gelb    | Anke Steeno Eva Aizpurua Ludmilla Bourcet Elisa Innocenti Katya Blong Iris van Houten Zuzana Trnková Luisa Wilson Shin Seo-yoon Leonie Böttcher Nora Pollestad Nubya Aeschlimann Magdalena Luggin                     | _ Team Schwarz | 7:19      | _ Team Blau    | 7:5           | _ Team Schwarz                | 6:1                    | Gold   |
| _ Team Gelb    | Anke Steeno Eva Aizpurua Ludmilla Bourcet Elisa Innocenti Katya Blong Iris van Houten Zuzana Trnková Luisa Wilson Shin Seo-yoon Leonie Böttcher Nora Pollestad Nubya Aeschlimann Magdalena Luggin                     | _ Team Blau    | 13:8      | _ Team Blau    | 7:5           | _ Team Schwarz                | 6:1                    | Gold   |
| _ Team Gelb    | Anke Steeno Eva Aizpurua Ludmilla Bourcet Elisa Innocenti Katya Blong Iris van Houten Zuzana Trnková Luisa Wilson Shin Seo-yoon Leonie Böttcher Nora Pollestad Nubya Aeschlimann Magdalena Luggin                     | _ Team Rot     | 13:15     | _ Team Blau    | 7:5           | _ Team Schwarz                | 6:1                    | Gold   |
| _ Team Gelb    | Anke Steeno Eva Aizpurua Ludmilla Bourcet Elisa Innocenti Katya Blong Iris van Houten Zuzana Trnková Luisa Wilson Shin Seo-yoon Leonie Böttcher Nora Pollestad Nubya Aeschlimann Magdalena Luggin                     | _ Team Braun   | 6:8       | _ Team Blau    | 7:5           | _ Team Schwarz                | 6:1                    | Gold   |
| _ Team Grau    | Siria Dore Valentina Vrhoci Lina Meijer Emilia Munteanu Ilary Larese De Pasqua Zhang Shuqi Markéta Mazancová Jekaterina Dawletschina Ebony Brunt Lee Eun-ji Dorottya Gengeliczky Sofie van Dueren Jeļizaveta Stadņika | _ Team Blau    | 9:8       | ausgeschieden  | ausgeschieden | ausgeschieden                 | ausgeschieden          | 6      |
| _ Team Grau    | Siria Dore Valentina Vrhoci Lina Meijer Emilia Munteanu Ilary Larese De Pasqua Zhang Shuqi Markéta Mazancová Jekaterina Dawletschina Ebony Brunt Lee Eun-ji Dorottya Gengeliczky Sofie van Dueren Jeļizaveta Stadņika | _ Team Gelb    | 11:8      | ausgeschieden  | ausgeschieden | ausgeschieden                 | ausgeschieden          | 6      |
| _ Team Grau    | Siria Dore Valentina Vrhoci Lina Meijer Emilia Munteanu Ilary Larese De Pasqua Zhang Shuqi Markéta Mazancová Jekaterina Dawletschina Ebony Brunt Lee Eun-ji Dorottya Gengeliczky Sofie van Dueren Jeļizaveta Stadņika | _ Team Braun   | 6:16      | ausgeschieden  | ausgeschieden | ausgeschieden                 | ausgeschieden          | 6      |
| _ Team Grau    | Siria Dore Valentina Vrhoci Lina Meijer Emilia Munteanu Ilary Larese De Pasqua Zhang Shuqi Markéta Mazancová Jekaterina Dawletschina Ebony Brunt Lee Eun-ji Dorottya Gengeliczky Sofie van Dueren Jeļizaveta Stadņika | _ Team Rot     | 13:9      | ausgeschieden  | ausgeschieden | ausgeschieden                 | ausgeschieden          | 6      |
| _ Team Grau    | Siria Dore Valentina Vrhoci Lina Meijer Emilia Munteanu Ilary Larese De Pasqua Zhang Shuqi Markéta Mazancová Jekaterina Dawletschina Ebony Brunt Lee Eun-ji Dorottya Gengeliczky Sofie van Dueren Jeļizaveta Stadņika | _ Team Grün    | 6:14      | ausgeschieden  | ausgeschieden | ausgeschieden                 | ausgeschieden          | 6      |
| _ Team Grau    | Siria Dore Valentina Vrhoci Lina Meijer Emilia Munteanu Ilary Larese De Pasqua Zhang Shuqi Markéta Mazancová Jekaterina Dawletschina Ebony Brunt Lee Eun-ji Dorottya Gengeliczky Sofie van Dueren Jeļizaveta Stadņika | _ Team Schwarz | 8:16      | ausgeschieden  | ausgeschieden | ausgeschieden                 | ausgeschieden          | 6      |
| _ Team Grau    | Siria Dore Valentina Vrhoci Lina Meijer Emilia Munteanu Ilary Larese De Pasqua Zhang Shuqi Markéta Mazancová Jekaterina Dawletschina Ebony Brunt Lee Eun-ji Dorottya Gengeliczky Sofie van Dueren Jeļizaveta Stadņika | _ Team Orange  | 5:2       | ausgeschieden  | ausgeschieden | ausgeschieden                 | ausgeschieden          | 6      |
| _ Team Grün    | Melanie Hernández Annie Sommer Huang Chun-lin Delfina Fattore Chanel Hofverberg Emma Donovalová Agata Muraro Ruka Kiyokawa Jessie Taylor Lisa Schröfl Kang Si-hyun Barbora Dalecká Fruzsina Szabó                     | _ Team Gelb    | 10:5      | ausgeschieden  | ausgeschieden | ausgeschieden                 | ausgeschieden          | 5      |
| _ Team Grün    | Melanie Hernández Annie Sommer Huang Chun-lin Delfina Fattore Chanel Hofverberg Emma Donovalová Agata Muraro Ruka Kiyokawa Jessie Taylor Lisa Schröfl Kang Si-hyun Barbora Dalecká Fruzsina Szabó                     | _ Team Braun   | 8:6       | ausgeschieden  | ausgeschieden | ausgeschieden                 | ausgeschieden          | 5      |
| _ Team Grün    | Melanie Hernández Annie Sommer Huang Chun-lin Delfina Fattore Chanel Hofverberg Emma Donovalová Agata Muraro Ruka Kiyokawa Jessie Taylor Lisa Schröfl Kang Si-hyun Barbora Dalecká Fruzsina Szabó                     | _ Team Rot     | 9:8 n. V. | ausgeschieden  | ausgeschieden | ausgeschieden                 | ausgeschieden          | 5      |
| _ Team Grün    | Melanie Hernández Annie Sommer Huang Chun-lin Delfina Fattore Chanel Hofverberg Emma Donovalová Agata Muraro Ruka Kiyokawa Jessie Taylor Lisa Schröfl Kang Si-hyun Barbora Dalecká Fruzsina Szabó                     | _ Team Blau    | 11:6      | ausgeschieden  | ausgeschieden | ausgeschieden                 | ausgeschieden          | 5      |
| _ Team Grün    | Melanie Hernández Annie Sommer Huang Chun-lin Delfina Fattore Chanel Hofverberg Emma Donovalová Agata Muraro Ruka Kiyokawa Jessie Taylor Lisa Schröfl Kang Si-hyun Barbora Dalecká Fruzsina Szabó                     | _ Team Grau    | 14:6      | ausgeschieden  | ausgeschieden | ausgeschieden                 | ausgeschieden          | 5      |
| _ Team Grün    | Melanie Hernández Annie Sommer Huang Chun-lin Delfina Fattore Chanel Hofverberg Emma Donovalová Agata Muraro Ruka Kiyokawa Jessie Taylor Lisa Schröfl Kang Si-hyun Barbora Dalecká Fruzsina Szabó                     | _ Team Orange  | 8:6       | ausgeschieden  | ausgeschieden | ausgeschieden                 | ausgeschieden          | 5      |
| _ Team Grün    | Melanie Hernández Annie Sommer Huang Chun-lin Delfina Fattore Chanel Hofverberg Emma Donovalová Agata Muraro Ruka Kiyokawa Jessie Taylor Lisa Schröfl Kang Si-hyun Barbora Dalecká Fruzsina Szabó                     | _ Team Schwarz | 4:6       | ausgeschieden  | ausgeschieden | ausgeschieden                 | ausgeschieden          | 5      |
| _ Team Orange  | Polina Lubenez Wang Meihe Sanne Claessens Saskia Rohregger Isabel Walberg Molly Lukowiak Yoo Seo-young Nadia Sancha Sena Hasegawa Dóra Véghelyi Emma Hofbauer Julija Wolkowa Kristina Chernova                        | _ Team Rot     | 8:6       | ausgeschieden  | ausgeschieden | ausgeschieden                 | ausgeschieden          | 8      |
| _ Team Orange  | Polina Lubenez Wang Meihe Sanne Claessens Saskia Rohregger Isabel Walberg Molly Lukowiak Yoo Seo-young Nadia Sancha Sena Hasegawa Dóra Véghelyi Emma Hofbauer Julija Wolkowa Kristina Chernova                        | _ Team Blau    | 12:1      | ausgeschieden  | ausgeschieden | ausgeschieden                 | ausgeschieden          | 8      |
| _ Team Orange  | Polina Lubenez Wang Meihe Sanne Claessens Saskia Rohregger Isabel Walberg Molly Lukowiak Yoo Seo-young Nadia Sancha Sena Hasegawa Dóra Véghelyi Emma Hofbauer Julija Wolkowa Kristina Chernova                        | _ Team Gelb    | 4:9       | ausgeschieden  | ausgeschieden | ausgeschieden                 | ausgeschieden          | 8      |
| _ Team Orange  | Polina Lubenez Wang Meihe Sanne Claessens Saskia Rohregger Isabel Walberg Molly Lukowiak Yoo Seo-young Nadia Sancha Sena Hasegawa Dóra Véghelyi Emma Hofbauer Julija Wolkowa Kristina Chernova                        | _ Team Braun   | 10:14     | ausgeschieden  | ausgeschieden | ausgeschieden                 | ausgeschieden          | 8      |
| _ Team Orange  | Polina Lubenez Wang Meihe Sanne Claessens Saskia Rohregger Isabel Walberg Molly Lukowiak Yoo Seo-young Nadia Sancha Sena Hasegawa Dóra Véghelyi Emma Hofbauer Julija Wolkowa Kristina Chernova                        | _ Team Schwarz | 14:8      | ausgeschieden  | ausgeschieden | ausgeschieden                 | ausgeschieden          | 8      |
| _ Team Orange  | Polina Lubenez Wang Meihe Sanne Claessens Saskia Rohregger Isabel Walberg Molly Lukowiak Yoo Seo-young Nadia Sancha Sena Hasegawa Dóra Véghelyi Emma Hofbauer Julija Wolkowa Kristina Chernova                        | _ Team Grün    | 6:8       | ausgeschieden  | ausgeschieden | ausgeschieden                 | ausgeschieden          | 8      |
| _ Team Orange  | Polina Lubenez Wang Meihe Sanne Claessens Saskia Rohregger Isabel Walberg Molly Lukowiak Yoo Seo-young Nadia Sancha Sena Hasegawa Dóra Véghelyi Emma Hofbauer Julija Wolkowa Kristina Chernova                        | _ Team Grau    | 2:5       | ausgeschieden  | ausgeschieden | ausgeschieden                 | ausgeschieden          | 8      |
| _ Team Schwarz | Angelina Hurschler Courtney Mahoney Zhang Xinyue Chang En-ni Alicja Mota Nikola Janeková Amy Robery Darja Petrowa Kimberly Collard Luca Márton Reina Sato Emilia Kyrkkö Carlotta Regine                               | _ Team Braun   | 11:13     | _ Team Braun   | 11:7          | _ Team Gelb                   | 1:6                    | Silber |
| _ Team Schwarz | Angelina Hurschler Courtney Mahoney Zhang Xinyue Chang En-ni Alicja Mota Nikola Janeková Amy Robery Darja Petrowa Kimberly Collard Luca Márton Reina Sato Emilia Kyrkkö Carlotta Regine                               | _ Team Rot     | 9:12      | _ Team Braun   | 11:7          | _ Team Gelb                   | 1:6                    | Silber |
| _ Team Schwarz | Angelina Hurschler Courtney Mahoney Zhang Xinyue Chang En-ni Alicja Mota Nikola Janeková Amy Robery Darja Petrowa Kimberly Collard Luca Márton Reina Sato Emilia Kyrkkö Carlotta Regine                               | _ Team Blau    | 14:8      | _ Team Braun   | 11:7          | _ Team Gelb                   | 1:6                    | Silber |
| _ Team Schwarz | Angelina Hurschler Courtney Mahoney Zhang Xinyue Chang En-ni Alicja Mota Nikola Janeková Amy Robery Darja Petrowa Kimberly Collard Luca Márton Reina Sato Emilia Kyrkkö Carlotta Regine                               | _ Team Gelb    | 19:7      | _ Team Braun   | 11:7          | _ Team Gelb                   | 1:6                    | Silber |
| _ Team Schwarz | Angelina Hurschler Courtney Mahoney Zhang Xinyue Chang En-ni Alicja Mota Nikola Janeková Amy Robery Darja Petrowa Kimberly Collard Luca Márton Reina Sato Emilia Kyrkkö Carlotta Regine                               | _ Team Orange  | 8:14      | _ Team Braun   | 11:7          | _ Team Gelb                   | 1:6                    | Silber |
| _ Team Schwarz | Angelina Hurschler Courtney Mahoney Zhang Xinyue Chang En-ni Alicja Mota Nikola Janeková Amy Robery Darja Petrowa Kimberly Collard Luca Márton Reina Sato Emilia Kyrkkö Carlotta Regine                               | _ Team Grau    | 16:8      | _ Team Braun   | 11:7          | _ Team Gelb                   | 1:6                    | Silber |
| _ Team Schwarz | Angelina Hurschler Courtney Mahoney Zhang Xinyue Chang En-ni Alicja Mota Nikola Janeková Amy Robery Darja Petrowa Kimberly Collard Luca Márton Reina Sato Emilia Kyrkkö Carlotta Regine                               | _ Team Grün    | 6:4       | _ Team Braun   | 11:7          | _ Team Gelb                   | 1:6                    | Silber |

### Eiskunstlauf
| Athleten                | Wettbewerbe | Kurzprogramm/-tanz | Kurzprogramm/-tanz | Kür/Kürtanz | Kür/Kürtanz | Gesamt | Gesamt |
| Athleten                | Wettbewerbe | Punkte             | Rang               | Punkte      | Rang        | Punkte | Rang   |
| ----------------------- | ----------- | ------------------ | ------------------ | ----------- | ----------- | ------ | ------ |
| Jungen                  |             |                    |                    |             |             |        |        |
| Nikolaj Memola          | Einzel      | 62,18              | 7                  | 114,37      | 8           | 176,55 | 8      |
| Matteo Nalbone          | Einzel      | 53,01              | 12                 | 91,63       | 14          | 144,64 | 14     |
| Mädchen                 |             |                    |                    |             |             |        |        |
| Alessia Tornaghi        | Einzel      | 62,19              | 6                  | 116,41      | 5           | 178,60 | 6      |
| Mixed                   |             |                    |                    |             |             |        |        |
| Giulia Tuba Andrea Tuba | Eistanz     | 47,79              | 10                 | 67,54       | 9           | 125,33 | 9      |

| Athleten | Wettbewerb     | Jungen Einzel | Jungen Einzel | Mädchen Einzel | Mädchen Einzel | Paarlauf | Paarlauf | Eistanz | Eistanz  | Gesamt   | Gesamt |
| Athleten | Wettbewerb     | Punkte        | Teampkt.      | Punkte         | Teampkt.       | Punkte   | Teampkt. | Punkte  | Teampkt. | Teampkt. | Rang   |
| --- | -------------- | ------------- | ------------- | -------------- | -------------- | -------- | -------- | ------- | -------- | -------- | ------ |
| Mixed |                |               |               |                |                |          |          |         |          |          |        |
| Team Discovery Nikolaj Memola Catherine Carle Dmitri Rylow / Apollinarija Panfilowa Célina Fradji / Jean-Hans Fourneaux | Teamwettbewerb | 112,27        | 4             | 91,22          | 1              | 126,49   | 8        | 75,86   | 2        | 15       | 6      |
| Team Motivation Andrij Kokura Alessia Tornaghi Diana Muchametsjanowa / Ilja Mironow Gina Zehnder / Beda-Leon Sieber     | Teamwettbewerb | 100,38        | 3             | 125,22         | 6              | 101,89   | 7        | 60,87   | 1        | 17       | 5      |
| Team Future Matteo Nalbone Anna Frolowa Wang Yuchen / Huang Yihang Anna Tschernjawska / Oleg Muratow                    | Teamwettbewerb | 73,89         | 1             | 126,00         | 7              | 91,35    | 4        | 80,86   | 3        | 15       | 7      |

### Eisschnelllauf
| Athleten                                                                  | Wettbewerbe | Zeit        | Rang |
| ------------------------------------------------------------------------- | ----------- | ----------- | ---- |
| Jungen                                                                    |             |             |      |
| Nicky Rosanelli                                                           | 500 m       | 38,22 s     | 12   |
| Nicky Rosanelli                                                           | 1500 m      | 2:05,28 min | 27   |
| Mädchen                                                                   |             |             |      |
| Katia Filippi                                                             | 500 m       | 43,85 s     | 21   |
| Katia Filippi                                                             | 1500 m      | 2:13,63 min | 6    |
| Serena Pergher                                                            | 500 m       | 42,03 s     | 9    |
| Serena Pergher                                                            | 1500 m      | 2:29,82 min | 30   |
| Mixed                                                                     |             |             |      |
| Team 9 Serena Pergher Ilka Füzesy Yang Suk-hoon Nil Llop                  | Teamsprint  | 2:06,33 min | 4    |
| Team 11 Luisa María González Fran Vanhoutte Nicky Rosanelli Sander Eitrem | Teamsprint  | 2:07,46 min | 7    |
| Team 12 Katia Filippi Alexandra Rutkowskaja Eetu Käsnänen Remo Slotegraaf | Teamsprint  | 2:10,07 min | 12   |

| Athleten        | Wettbewerbe | Halbfinale | Halbfinale  | Halbfinale | Finale        | Finale        | Finale        | Rang          |
| Athleten        | Wettbewerbe | Punkte     | Zeit        | Rang       | Punkte        | Zeit          | Rang          | Rang          |
| --------------- | ----------- | ---------- | ----------- | ---------- | ------------- | ------------- | ------------- | ------------- |
| Jungen          |             |            |             |            |               |               |               |               |
| Nicky Rosanelli | Massenstart | 0          | 6:35,38 min | 13         | ausgeschieden | ausgeschieden | ausgeschieden | ausgeschieden |
| Mädchen         |             |            |             |            |               |               |               |               |
| Katia Filippi   | Massenstart | 7          | 6:14,62 min | 4          | 10            | 6:51,03 min   | 3             | Bronze        |
| Serena Pergher  | Massenstart | 0          | 7:00,85 min | 12         | ausgeschieden | ausgeschieden | ausgeschieden | ausgeschieden |

### Freestyle-Skiing
| Athleten        | Wettbewerbe | Qualifikation | Halbfinale    | Finale        | Rang |
| Athleten        | Wettbewerbe | Rang          | Rang          | Rang          | Rang |
| --------------- | ----------- | ------------- | ------------- | ------------- | ---- |
| Jungen          |             |               |               |               |      |
| Samuele Cheller | Skicross    | DNS           | DNS           | DNS           | DNS  |
| Jannes Debertol | Skicross    | 11            | ausgeschieden | ausgeschieden | 22   |

### Nordische Kombination
| Athleten                                                                               | Wettbewerb                          | Skispringen | Skispringen | Skispringen | Langlauf    | Langlauf | Rang   |
| Athleten                                                                               | Wettbewerb                          | Weite       | Punkte      | Rang        | Zeit        | Rang     | Rang   |
| -------------------------------------------------------------------------------------- | ----------------------------------- | ----------- | ----------- | ----------- | ----------- | -------- | ------ |
| Jungen                                                                                 |                                     |             |             |             |             |          |        |
| Iacopo Bortolas                                                                        | Normalschanze / 6 km                | 79,5 m      | 98,0        | 19          | 17:13,5 min | 18       | 18     |
| Stefano Radovan                                                                        | Normalschanze / 6 km                | 85,0 m      | 110,5       | 9           | 15:33,4 min | 6        | 6      |
| Mädchen                                                                                |                                     |             |             |             |             |          |        |
| Daniela Dejori                                                                         | Normalschanze / 4 km                | 74,0 m      | 101,6       | 11          | 13:11,6 min | 10       | 10     |
| Annika Sieff                                                                           | Normalschanze / 4 km                | 80,0 m      | 112,6       | 6           | 12:19,3 min | 6        | 6      |
| Mixed                                                                                  |                                     |             |             |             |             |          |        |
| Annika Sieff Stefano Radovan Jessica Malsiner Mattia Galiani Silvia Campione Elia Barp | Staffel, Normalschanze / 4 × 3,3 km | 311,0 m     | 453,4       | 3           | 30:51,3 min | 3        | Bronze |

### Rennrodeln
| Athlet                                                  | Wettbewerb   | Lauf 1   | Lauf 1 | Lauf 2   | Lauf 2 | Gesamt       | Gesamt |
| Athlet                                                  | Wettbewerb   | Zeit     | Rang   | Zeit     | Rang   | Zeit         | Rang   |
| ------------------------------------------------------- | ------------ | -------- | ------ | -------- | ------ | ------------ | ------ |
| Jungen                                                  |              |          |        |          |        |              |        |
| Alex Gufler                                             | Einsitzer    | 54,506 s | 4      | 54,543 s | 5      | 1:49,049 min | 5      |
| Lukas Peccei                                            | Einsitzer    | 55,636 s | 17     | 57,404 s | 26     | 1:53,040 min | 23     |
| Mädchen                                                 |              |          |        |          |        |              |        |
| Nadia Falkensteiner                                     | Einsitzer    | 55,912 s | 13     | 55,676 s | 12     | 1:51,588 min | 12     |
| Katharina Putzer                                        | Einsitzer    | 56,138 s | 15     | 55,775 s | 13     | 1:51,913 min | 14     |
| Nadia Falkensteiner Katharina Putzer                    | Doppelsitzer | DNS      | DNS    | DNS      | DNS    | DNS          | DNS    |
| Mixed                                                   |              |          |        |          |        |              |        |
| Kailey Allan Alex Gufler Caitlin Nash / Natalie Corless | Teamstaffel  | –        | –      | –        | –      | 2:57,627 min | 4      |

### Shorttrack
| Athlet                                                                 | Wettbewerb  | Vorlauf      | Vorlauf | Viertelfinale | Viertelfinale | Halbfinale    | Halbfinale    | Finale                 | Finale        | Rang   |
| Athlet                                                                 | Wettbewerb  | Zeit         | Rang    | Zeit          | Rang          | Zeit          | Rang          | Zeit                   | Rang          | Rang   |
| ---------------------------------------------------------------------- | ----------- | ------------ | ------- | ------------- | ------------- | ------------- | ------------- | ---------------------- | ------------- | ------ |
| Jungen                                                                 |             |              |         |               |               |               |               |                        |               |        |
| Thomas Nadalini                                                        | 500 m       | 41,929 s     | 2       | 41,926 s      | 2             | 43,147 s      | 4             | B-Finale: 42,553 s     | 4             | 8      |
| Thomas Nadalini                                                        | 1000 m      | 1:33,065 min | 2       | 1:31,728 min  | 3             | ausgeschieden | ausgeschieden | ausgeschieden          | ausgeschieden | 10     |
| Mädchen                                                                |             |              |         |               |               |               |               |                        |               |        |
| Elisa Confortola                                                       | 500 m       | 45,683 s     | 1       | 44,452 s      | 2             | 44,734 s      | 3             | B-Finale: 45,618 s     | 2             | 5      |
| Elisa Confortola                                                       | 1000 m      | 1:54,036 min | 1       | 1:31,679 min  | 2             | 1:34,439 min  | 3             | B-Finale: 1:34,061 min | 3             | 8      |
| Mixed                                                                  |             |              |         |               |               |               |               |                        |               |        |
| Team A Olivia Weedon Seo Whi-min Thomas Nadalini Ethan De Rose         | Teamstaffel | –            | –       | –             | –             | 4:15,427 min  | 2             | 4:16,115 min           | 3             | Bronze |
| Team F Barbara Somogyi Elisa Confortola Félix Pigeon Wladimir Balbekow | Teamstaffel | –            | –       | –             | –             | 4:11,169 min  | 2             | 4:22,471 min           | 4             | 4      |

### Ski Alpin
| Athleten              | Wettbewerbe  | 1. Lauf     | 1. Lauf | 2. Lauf     | 2. Lauf | Gesamt      | Gesamt |
| Athleten              | Wettbewerbe  | Zeit        | Rang    | Zeit        | Rang    | Zeit        | Rang   |
| --------------------- | ------------ | ----------- | ------- | ----------- | ------- | ----------- | ------ |
| Jungen                |              |             |         |             |         |             |        |
| Marco Abbruzzese      | Riesenslalom | 1:05,32 min | 18      | 1:05,78 min | 16      | 2:11,10 min | 15     |
| Marco Abbruzzese      | Slalom       | 38,06 s     | 9       | 39,87 s     | 1       | 1:17,93 min | 6      |
| Marco Abbruzzese      | Super-G      | –           | –       | –           | –       | 55,52 s     | 15     |
| Marco Abbruzzese      | Kombination  | 55,52 s     | 15      | DNF         | DNF     | DNF         | DNF    |
| Gian Maria Illariuzzi | Riesenslalom | DNF         | DNF     | DNF         | DNF     | DNF         | DNF    |
| Gian Maria Illariuzzi | Slalom       | 39,24 s     | 24      | 41,66 s     | 20      | 1:20,90 min | 16     |
| Gian Maria Illariuzzi | Super-G      | –           | –       | –           | –       | 55,61 s     | 16     |
| Gian Maria Illariuzzi | Kombination  | 55,61 s     | 16      | DNF         | DNF     | DNF         | DNF    |
| Edoardo Saracco       | Riesenslalom | 1:05,06 min | 13      | 1:04,88 min | 7       | 2:09,94 min | 9      |
| Edoardo Saracco       | Slalom       | 36,81 s     | 2       | 40,97 s     | 12      | 1:17,78 min | Bronze |
| Edoardo Saracco       | Super-G      | –           | –       | –           | –       | 56,86 s     | 30     |
| Edoardo Saracco       | Kombination  | 56,86 s     | 30      | 33,67 s     | 4       | 1:30,53 min | 12     |
| Mädchen               |              |             |         |             |         |             |        |
| Annette Belfrond      | Riesenslalom | 1:08,69 min | 28      | 1:04,34 min | 11      | 2:13,03 min | 17     |
| Annette Belfrond      | Slalom       | DNF         | DNF     | DNF         | DNF     | DNF         | DNF    |
| Annette Belfrond      | Super-G      | –           | –       | –           | –       | 58,08 s     | 23     |
| Annette Belfrond      | Kombination  | 58,08 s     | 23      | DNF         | DNF     | DNF         | DNF    |
| Alice Calaba          | Riesenslalom | 1:06,26 min | 11      | 1:04,23 min | 10      | 2:10,49 min | 10     |
| Alice Calaba          | Slalom       | 48,21 s     | 20      | 46,61 s     | 15      | 1:34,82 min | 16     |
| Alice Calaba          | Super-G      | –           | –       | –           | –       | 56,75 s     | 6      |
| Alice Calaba          | Kombination  | 56,75 s     | 6       | 40,10 s     | 20      | 1:36,85 min | 14     |
| Sophie Mathiou        | Riesenslalom | 1:06,22 min | 10      | 1:04,22 min | 9       | 2:10,44 min | 9      |
| Sophie Mathiou        | Slalom       | DNF         | DNF     | DNF         | DNF     | DNF         | DNF    |
| Sophie Mathiou        | Super-G      | –           | –       | –           | –       | 57,29 s     | 12     |
| Sophie Mathiou        | Kombination  | 57,29 s     | 12      | 37,80 s     | 5       | 1:35,09 s   | 5      |

| Athleten                        | Wettbewerbe    | Achtelfinale | Achtelfinale | Viertelfinale | Viertelfinale | Halbfinale    | Halbfinale    | Finale/Platz 3 | Finale/Platz 3 | Rang |
| Athleten                        | Wettbewerbe    | Gegner       | Ergebnis     | Gegner        | Ergebnis      | Gegner        | Ergebnis      | Gegner         | Ergebnis       | Rang |
| ------------------------------- | -------------- | ------------ | ------------ | ------------- | ------------- | ------------- | ------------- | -------------- | -------------- | ---- |
| Mixed                           |                |              |              |               |               |               |               |                |                |      |
| Sophie Mathiou Marco Abbruzzese | Teamwettbewerb | Finnland     | 0:4          | ausgeschieden | ausgeschieden | ausgeschieden | ausgeschieden | ausgeschieden  | ausgeschieden  | 9    |

### Skibergsteigen
| Athleten                                               | Wettbewerbe | Qualifikation | Qualifikation | Viertelfinale | Viertelfinale | Halbfinale  | Halbfinale | Finale       | Finale | Rang   |
| Athleten                                               | Wettbewerbe | Zeit          | Rang          | Zeit          | Rang          | Zeit        | Rang       | Zeit         | Rang   | Rang   |
| ------------------------------------------------------ | ----------- | ------------- | ------------- | ------------- | ------------- | ----------- | ---------- | ------------ | ------ | ------ |
| Jungen                                                 |             |               |               |               |               |             |            |              |        |        |
| Rocco Baldini                                          | Einzel      | –             | –             | –             | –             | –           | –          | 49:38,16 min | 4      | 4      |
| Rocco Baldini                                          | Sprint      | 2:53,40 min   | 4             | 2:42,91 min   | 1             | 2:39,28 min | 3          | 2:30,14 min  | 1      | Gold   |
| Luca Tomasoni                                          | Einzel      | –             | –             | –             | –             | –           | –          | 51:22,89 min | 8      | 8      |
| Luca Tomasoni                                          | Sprint      | 3:06,03 min   | 13            | 2:49,34 min   | 3             | 2:38,53 min | 1          | 2:38,01 min  | 2      | Silber |
| Mädchen                                                |             |               |               |               |               |             |            |              |        |        |
| Silvia Berra                                           | Einzel      | –             | –             | –             | –             | –           | –          | 1:02:43,26 h | 5      | 5      |
| Silvia Berra                                           | Sprint      | 3:36,99 min   | 3             | 3:30,10 min   | 1             | 3:24,22 min | 1          | 3:24,98 min  | 2      | Silber |
| Erika Sanelli                                          | Einzel      | –             | –             | –             | –             | –           | –          | 1:07:19,98 h | 13     | 13     |
| Erika Sanelli                                          | Sprint      | 3:36,68 min   | 2             | 3:31,68 min   | 2             | 3:28,19 min | 2          | 3:41,29 min  | 5      | 5      |
| Mixed                                                  |             |               |               |               |               |             |            |              |        |        |
| Silvia Berra Luca Tomasoni Erika Sanelli Rocco Baldini | Staffel     | –             | –             | –             | –             | –           | –          | 37:31 min    | 4      | 4      |

### Skilanglauf
| Athleten               | Wettbewerbe     | Qualifikation | Qualifikation | Viertelfinale | Viertelfinale | Halbfinale    | Halbfinale    | Finale        | Finale        | Rang |
| Athleten               | Wettbewerbe     | Zeit          | Rang          | Zeit          | Rang          | Zeit          | Rang          | Zeit          | Rang          | Rang |
| ---------------------- | --------------- | ------------- | ------------- | ------------- | ------------- | ------------- | ------------- | ------------- | ------------- | ---- |
| Jungen                 |                 |               |               |               |               |               |               |               |               |      |
| Elia Barp              | 10 km klassisch | –             | –             | –             | –             | –             | –             | 28:51,9 min   | 23            | 23   |
| Elia Barp              | Sprint Freistil | 3:26,19 min   | 28            | 3:26,78 min   | 3             | ausgeschieden | ausgeschieden | ausgeschieden | ausgeschieden | 16   |
| Elia Barp              | Langlauf-Cross  | 4:32,06 min   | 20            | –             | –             | 4:28,18 min   | 7             | ausgeschieden | ausgeschieden | 20   |
| Andrea Gartner         | 10 km klassisch | –             | –             | –             | –             | –             | –             | 29:08,9 min   | 30            | 30   |
| Andrea Gartner         | Sprint Freistil | 3:24,51 min   | 23            | 3:28,14 min   | 4             | ausgeschieden | ausgeschieden | ausgeschieden | ausgeschieden | 20   |
| Andrea Gartner         | Langlauf-Cross  | 4:36,59 min   | 31            | –             | –             | ausgeschieden | ausgeschieden | ausgeschieden | ausgeschieden | 31   |
| Simone Mastrobattista  | 10 km klassisch | –             | –             | –             | –             | –             | –             | 29:34,9 min   | 35            | 35   |
| Simone Mastrobattista  | Sprint Freistil | 3:37,99 min   | 53            | ausgeschieden | ausgeschieden | ausgeschieden | ausgeschieden | ausgeschieden | ausgeschieden | 53   |
| Simone Mastrobattista  | Langlauf-Cross  | 4:30,51 min   | 18            | –             | –             | 4:24,92 min   | 6             | ausgeschieden | ausgeschieden | 18   |
| Mädchen                |                 |               |               |               |               |               |               |               |               |      |
| Silvia Campione        | 5 km klassisch  | –             | –             | –             | –             | –             | –             | 16:18,6 min   | 34            | 34   |
| Silvia Campione        | Sprint Freistil | 3:02,14 min   | 37            | ausgeschieden | ausgeschieden | ausgeschieden | ausgeschieden | ausgeschieden | ausgeschieden | 37   |
| Silvia Campione        | Langlauf-Cross  | 5:38,77 min   | 45            | –             | –             | ausgeschieden | ausgeschieden | ausgeschieden | ausgeschieden | 45   |
| Francesca Cola         | 5 km klassisch  | –             | –             | –             | –             | –             | –             | 16:29,2 min   | 41            | 41   |
| Francesca Cola         | Sprint Freistil | 2:56,54 min   | 26            | 2:54,45 min   | 4             | ausgeschieden | ausgeschieden | ausgeschieden | ausgeschieden | 19   |
| Francesca Cola         | Langlauf-Cross  | 5:26,63 min   | 29            | –             | –             | 5:18,59 min   | 9             | ausgeschieden | ausgeschieden | 27   |
| Iris De Martini Pinter | 5 km klassisch  | –             | –             | –             | –             | –             | –             | 16:45,5 min   | 43            | 43   |
| Iris De Martini Pinter | Sprint Freistil | 3:03,54 min   | 42            | ausgeschieden | ausgeschieden | ausgeschieden | ausgeschieden | ausgeschieden | ausgeschieden | 42   |
| Iris De Martini Pinter | Langlauf-Cross  | 5:22,82 min   | 23            | –             | –             | 5:09,00 min   | 7             | ausgeschieden | ausgeschieden | 20   |

### Skispringen
| Athleten                                                     | Wettbewerb                 | 1. Durchgang | 1. Durchgang | 1. Durchgang | 2. Durchgang | 2. Durchgang | 2. Durchgang | Gesamt | Gesamt |
| Athleten                                                     | Wettbewerb                 | Weite        | Punkte       | Rang         | Weite        | Punkte       | Rang         | Punkte | Rang   |
| ------------------------------------------------------------ | -------------------------- | ------------ | ------------ | ------------ | ------------ | ------------ | ------------ | ------ | ------ |
| Jungen                                                       |                            |              |              |              |              |              |              |        |        |
| Mattia Galiani                                               | Normalschanze              | 79,0 m       | 101,0        | 20           | 83,0 m       | 110,5        | 11           | 211,5  | 14     |
| Daniel Moroder                                               | Normalschanze              | 82,5 m       | 110,6        | 10           | 81,0 m       | 97,9         | 19           | 208,5  | 15     |
| Mädchen                                                      |                            |              |              |              |              |              |              |        |        |
| Jessica Malsiner                                             | Normalschanze              | 74,5 m       | 96,8         | 12           | 76,0 m       | 92,8         | 6            | 189,6  | 9      |
| Giada Tomaselli                                              | Normalschanze              | 76,0 m       | 94,8         | 15           | 78,5 m       | 85,6         | 10           | 180,4  | 11     |
| Mixed                                                        |                            |              |              |              |              |              |              |        |        |
| Annika Sieff Stefano Radovan Jessica Malsiner Daniel Moroder | Teamspringen Normalschanze | 238,0 m      | 333,5        | 11           | 302,0 m      | 418,3        | 7            | 751,8  | 9      |

### Snowboard
| Athleten       | Wettbewerbe | Qualifikation | Qualifikation | Finale | Finale | Rang |
| Athleten       | Wettbewerbe | Punkte        | Rang          | Punkte | Rang   | Rang |
| -------------- | ----------- | ------------- | ------------- | ------ | ------ | ---- |
| Mädchen        |             |               |               |        |        |      |
| Marilu Poluzzi | Big Air     | DNS           | DNS           | DNS    | DNS    | DNS  |
| Marilu Poluzzi | Slopestyle  | 33,25         | 12            | DNS    | DNS    | DNS  |

| Athleten                                                                     | Wettbewerbe                        | Qualifikation | Viertelfinale | Halbfinale    | Finale            | Rang |
| Athleten                                                                     | Wettbewerbe                        | Punkte        | Rang          | Rang          | Rang              | Rang |
| ---------------------------------------------------------------------------- | ---------------------------------- | ------------- | ------------- | ------------- | ----------------- | ---- |
| Jungen                                                                       |                                    |               |               |               |                   |      |
| Luca Abbati                                                                  | Snowboardcross                     | 6             | –             | ausgeschieden | ausgeschieden     | 14   |
| Niccolo Colturi                                                              | Snowboardcross                     | 5             | –             | ausgeschieden | ausgeschieden     | 10   |
| Mädchen                                                                      |                                    |               |               |               |                   |      |
| Federica Fantoni                                                             | Snowboardcross                     | 9             | –             | ausgeschieden | ausgeschieden     | 18   |
| Marika Savoldelli                                                            | Snowboardcross                     | 7             | –             | ausgeschieden | ausgeschieden     | 13   |
| Mixed                                                                        |                                    |               |               |               |                   |      |
| Mixed Team 4 Federica Fantoni Alice Fortkord Thomas Abegglen Thomas Kolly    | Ski-/Snowboardcross Teamwettbewerb | –             | 2             | 3             | Kleines Finale: 4 | 8    |
| Mixed Team 9 Marika Savoldelli Noa Spoelders Niccolò Colturi Jannes Debertol | Ski-/Snowboardcross Teamwettbewerb | 1             | 3             | ausgeschieden | ausgeschieden     | 12   |